# Лунный заговор

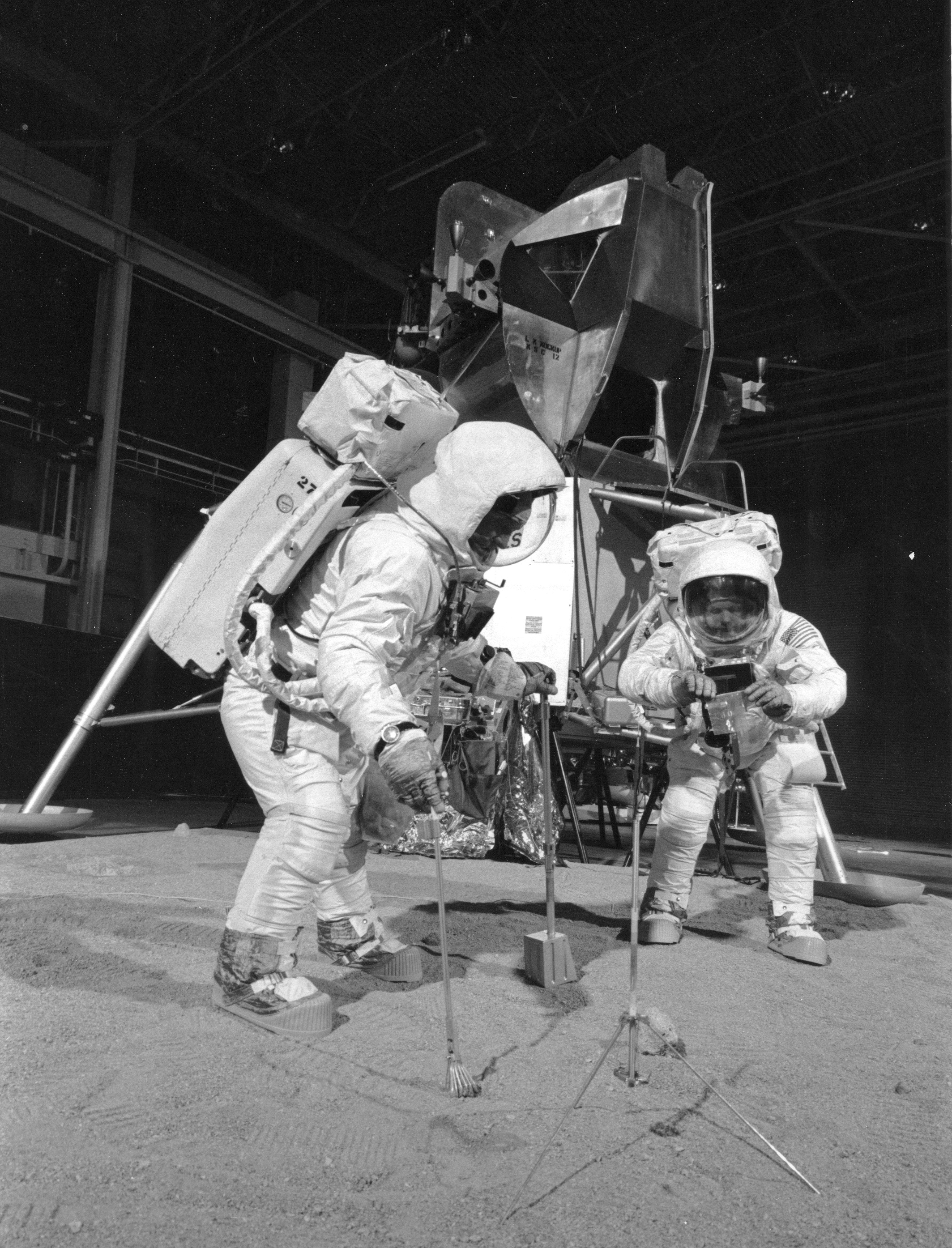
Олдрин и Армстронг тренируются на Земле рядом с макетом лунного модуля

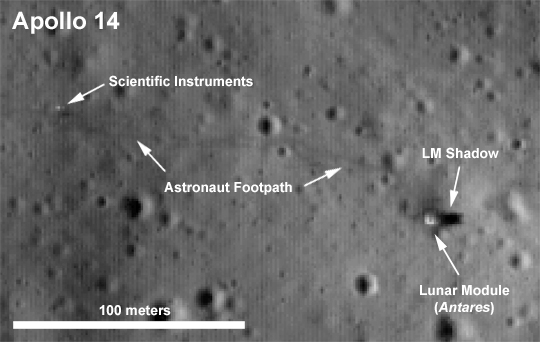
Место посадки «Аполлона-14» (LRO, 2009)

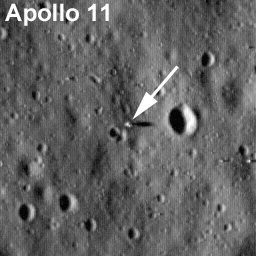
Место посадки «Аполлона-11» (LRO, 2009)

«Лу́нный за́говор» — ряд теорий заговора, центральной идеей которых является утверждение о фальсификации американской космической программы «Аполлон» (1969—1972) и, в частности, шести высадок американских астронавтов на поверхность Луны. Сторонники «лунного заговора» считают, что этих экспедиций не было — вместо этого правительство США, НАСА или другие организации злонамеренно вводили мировую общественность в заблуждение. В соответствии с этой теорией, любые опубликованные подтверждения полётов и высадок — фотографии, киносъёмки, записи телеметрии, передаваемые радиосигналы и привезённые многочисленные образцы лунных пород — являются подделками, либо доставлялись беспилотными аппаратами. Но на самом деле никаких точных доказательств фальсификации высадки на Луну нет, зато есть подтверждения того, что астронавты туда всё-таки высаживались.
Хотя идеи о фальсификации высадки на Луну ходили с момента самой первой высадки «Аполлона-11» в 1969 году, они стали популярными благодаря книге Билла Кейсинга «Мы никогда не были на Луне» (1976); на известность «лунного заговора» мог повлиять и сатирический фильм «Козерог-1» (1977), показывающий вымышленную историю фальсификации высадки на Марс. «Лунный заговор» получил значительную популярность в России: согласно опросам ВЦИОМ, в 2018 году в него верило больше половины россиян.
СССР и другие страны, несмотря на обстановку «холодной войны» и космической гонки, не подвергали сомнению факт американских полётов и высадок; полёты не были секретными, и за их ходом наблюдали астрономы и радиолюбители в разных странах мира, включая СССР. Селенографические координаты мест посадки миссий «Аполлон» были подтверждены советскими радиоастрономами в 1977 году. Образцы лунных пород, доставленные астронавтами на Землю, были переданы НАСА научным организациям по всему миру и сравнивались в том числе и с образцами, полученными советской программой «Луна»; места высадок были в XXI веке сфотографированы космическими аппаратами других стран, а установленные на Луне астронавтами уголковые отражатели использовались земными обсерваториями для изучения Луны с помощью отражённых лазерных лучей.

## История
Космическая программа «Аполлон» была запущена правительством США в рамках  космической гонки с СССР. СССР опережал США в освоение космоса, запустив первый спутник и впервые отправив человека в космос, и в 1961 году тогдашний президент США Кеннеди, Джон Фицджералд провозгласил новую цель — «высадиться на Луне до конца десятилетия». На программу «Аполлон» было потрачено около 30 миллиардов долларов, в ней было занято более 400 тысяч человек. Кульминацией программы в 1969-1972 годах стали семь пилотируемых полётов к Луне и шесть высадок астронавтов на поверхность спутника Земли — одна из миссий, «Аполлон-13», не смогла выполнить высадку из-за аварии. Особое внимание всего мира было приковано к самой первой высадке «Аполлона-11» 1969 года, когда Нил Армстронг и Эдвин Олдрин впервые высадились на Луну и установили на её поверхности американский флаг.
Хотя слухи о фальсификации программы «Аполлон», по-видимому, циркулировали ещё в те времена, когда полёты только готовились, «лунный заговор» получил широкую известность благодаря писателю Биллу Кейсингу, опубликовавшему в 1976 году книгу «Мы никогда не были на Луне: американская афера на тридцать миллиардов долларов!» (англ. We Never Went to the Moon: America’s Thirty Billion Dollar Swindle!). Книга была опубликована как документальная, и Кейсинг считал, что выступает как сознательный гражданин, разоблачая противоправную деятельность правительства; он полагал, что НАСА сфальсифицировало полёт на Луну, так как СССР выигрывал космическую гонку, а реальный уровень технологий не позволял НАСА совершить такой полёт на самом деле. Кейсинг излагал «настоящие» события полётов следующим образом: видеозаписи с Луны были заранее сняты на полигоне для атомных испытаний в пустыне в Неваде; ракета-носитель «Сатурн-5» стартовала с космодрома без экипажа и потом упала в море; астронавты «Аполлона-11» провели время в «казино мафии в Лас-Вегасе», а позже были посажены в спускаемую капсулу, которую сбросили с самолёта в море. Кейсинг также утверждал, что астронавт Гас Гриссом якобы хотел разоблачить аферу и поэтому был убит в пожаре на борту «Аполлона-1». В подтверждение своих идей Кейсинг приводил ряд аргументов, таких как отсутствие звёзд на фотографиях с Луны или «развевающийся» в вакууме американский флаг. Книга Кейсинга вышла в удачное время — на фоне окончания войны во Вьетнаме, Уотергейтского скандала и разоблачения проекта ЦРУ «МК-Ультра» среди американцев были сильны скептические настроения по отношению к правительству. Голливудский художественный фильм «Козерог-1» (1977), в сатирических тонах рассказывавший о фальсификации вымышленной миссии НАСА на Марс, подогрел популярность идей «лунного заговора»; сцены из этого фильма позднее использовались в конспирологических документальных фильмах как «доказательства» того, что и высадка на Луну была снята в павильоне.

## Аргументы конспирологов
Сторонники теории «лунного заговора» утверждают, в частности, что на фотографиях и в кинофильмах о посадках на Луну присутствуют противоречия, а некоторые из них — идут дальше и даже заявляют, что осуществление таких полётов в те годы было «технически невозможным». Сторонники теории утверждают, что США пошли на фальсификацию по соображениям поднятия своего престижа из-за отставания от СССР в космических достижениях в начале 1960-х годов, а также для отвлечения граждан Америки от таких военных преступлений США во время войны во Вьетнаме, как массовое убийство в Сонгми, и от операции «Феникс».

### Фото- и видеоматериалы

Отретушированное изображение NASA в исходном и гамма-корректированном виде. После гамма-коррекции на фотографии проявляется цифровая ретушь отсканированного изображения

Кейсинг и другие «разоблачители» указывали на особенности фотографий и видеозаписей с Луны, по их мнению, говоривших о подделке: например, на фотографиях не видно звёзд; тени от людей и объектов не абсолютно чёрные, несмотря на отсутствие рассеяния света в воздухе. Чёрные кресты сетки камеры частично пропадают на некоторых объектах, как будто заходят за их края. У этих особенностей есть рациональные объяснения, связанные с освещённость и выдержкой — звёзды не могут быть видны на фотографиях сделанных с короткой выдержкой ярко освещённых Солнцем и сильно отражающих свет объектов, как поверхность Луны, спускаемого аппарата и скафандров. Отражённый свет попадал и в тени, делая их не абсолютно чёрными. Засветка от отражающих свет объектов подавляла мелкие детали, как оказавшиеся на фоне ярких областей кресты сетки, и они не запечатлевались на плёнке. Часто на фотографиях находят артефакты, возникшие в результате использования фотомонтажа, которые принимают за результаты фотосъёмки в студии. Но ретушь, как и иные методы фотомонтажа, регулярно применяется для улучшения качества изображений, включая снимки, полученные современными спутниками.
Конспирологи уделяли особое внимание моменту установки американского флага. На фотографиях и видеосъёмке, показывающих, как экипаж «Аполлона-11» устанавливает на Луне флаг США, заметно колыхание полотна. Сторонники «лунного заговора» полагают, что это колыхание возникло из-за порыва ветра, отсутствующего в безвоздушном пространстве на поверхности Луны. Учёные отмечали, что колыхание флага должно быть вызвано не ветром, а маятниковыми затухающими колебаниями, возникшими при установке флага. Флаг был закреплён на флагштоке и на горизонтальной телескопической перекладине, прижимаемой к древку при транспортировке. При создании флага использовалась жёсткая упругая сетка. Когда его разворачивали, сетка начала деформироваться в условиях малой гравитации. Из-за этого на полотнище осталась рябь, которая создавала иллюзию развевающегося на ветру флага. Колебания ткани в вакууме затухают дольше из-за отсутствия сопротивления воздуха.
В 2009 году представитель NASA заявил, что оригинальная видеозапись трансляции первой высадки на Луну (45 катушек с магнитной плёнкой, относящихся к экспедиции «Аполлона-11»), сделанная на Земле, утеряна (хотя копии сохранились, так же, как и оригиналы видеозаписей всех остальных экспедиций). Несмотря на утерю оригинала наземной видеозаписи трансляции, полностью сохранились представляющие существенно большую ценность оригинальные записи, сделанные экипажем «Аполлона-11» непосредственно на Луне на 16-мм киноплёнку.

### Сила тяжести на Луне
Сторонники теории заговора считают, что астронавты прыгают недостаточно высоко для пониженной силы тяжести на Луне. По их мнению, это свидетельствует о съёмках в условиях земной гравитации.
Высота прыжков, которые совершали астронавты, ограничивалась несколькими факторами:
1. увеличение массы человека за счёт скафандра и системы жизнеобеспечения;
2. наддув и трение в шарнирах, затрудняющие необходимые для прыжка быстрые движения;
3. потеря равновесия при высоких прыжках, которая могла привести к падению и повреждению скафандра или системы жизнеобеспечения. Так в ходе миссии «Аполлон-16» в конце пребывания на поверхности Луны астронавт Чарльз Дьюк в прыжке оторвался от грунта на 81 см. В момент прилунения он упал на спину, прямо на ранец системы жизнеобеспечения. Позднее в своей книге Moonwalker Дьюк признался, что в этот момент он единственный раз за всё пребывание на Луне испытал панический страх, что погубил сам себя. Могла произойти мгновенная разгерметизация, но ничего не случилось. Он не смог встать самостоятельно, и Джон Янг был вынужден помочь ему[16][17].

### Ракета-носитель
Сторонники теории заговора считают, что ракета «Сатурн-5» никогда не была готова к запуску, и приводят следующие доводы:
- После частично неудачного испытательного пуска ракеты «Сатурн-5»[19] 4 апреля 1968 года последовал пилотируемый полёт, что, по мнению Н. П. Каманина, являлось «чистейшей авантюрой»[20] с точки зрения безопасности.
- В 1968 году были уволены 700 сотрудников Центра космических исследований имени Маршалла в городе Хантсвилл, где разрабатывался «Сатурн-5»[21].
- В 1970 году, в самый разгар лунной программы, главный конструктор ракеты «Сатурн-5» Вернер фон Браун был освобождён от должности директора Центра и отстранён от руководства ракетными разработками[22].
- После окончания лунной программы и вывода на орбиту «Скайлэб» оставшиеся две ракеты не использовались по назначению, а были отправлены в музей[23].
- Отсутствие иностранных космонавтов, которые летали бы на «Сатурне-5»[24] или работали бы на выведенном этой ракетой на орбиту сверхтяжёлом объекте — станции «Скайлэб»[25].
- Отсутствие дальнейшего использования двигателей F-1 или его потомков на последующих ракетах, в частности, использование вместо них на ракете «Атлас-5» российских РД-180[25].

### Версии беспилотного лунного модуля
Сторонники теории «лунного заговора» предполагают, что под видом пилотируемых кораблей на поверхность Луны доставлялись беспилотные корабли, которые могли имитировать (например, путём ретрансляции) телеметрию и переговоры с Землёй для фальсификации текущей или последующих экспедиций. Тот же беспилотный корабль мог бы нести автономные научные приборы, например, уголковые отражатели, которые до сих пор используются в научных работах по локации Луны.
Согласно одному из предположений теории лунного заговора, американцы не сумели создать пилотируемый лунный модуль, а потому были вынуждены разработать вместо него беспилотный имитатор для выполнения (хотя бы частичного) декларированных задач лунной программы (размещение на Луне научных приборов, разнесённых на значительное расстояние друг от друга; сбор и доставка на Землю значительно большего объёма разных типов лунного грунта со значительных площадей и т. д.).
Предполагается, что у ракеты «Сатурн-5» была недостаточная мощность для доставки на Луну пилотируемого лунного модуля, поэтому тяжёлый пилотируемый лунный модуль был заменён более лёгким беспилотным имитатором. Исключение пилотируемой высадки из лунных экспедиций нейтрализовало бы политически неприемлемый, по мнению некоторых конспирологов, риск потери двух членов экипажа и риск проигрыша лунной гонки Советскому Союзу. Этот тезис о политической неприемлемости потери экипажа не подтверждается практикой: несмотря на все отрицательные последствия, в том числе политические, гибель людей не приводила ни в США, ни в СССР к закрытию масштабных космических программ ни до, ни после программы «Аполлон».
Эта версия требует либо тайного создания отдельного беспилотного имитатора, либо тайного продолжения закрытой в январе 1968 года программы «Сервейер», либо значительной модификации созданного в рамках лунной программы пилотируемого лунного модуля (его оснащение системой автоматического забора грунта, механизмами приведения в рабочее состояние научных приборов). Потребовалась бы также фальсификация всех фото- и видеосъемок на Луне. При использовании «Сервейера» также необходима была бы фальсификация привезённого лунного грунта.

### Пролёт радиационных поясов
Одним из распространённых аргументов сторонников теории лунного заговора является сделанное ещё в 1958 году открытие радиационных поясов Ван Аллена. Потоки солнечной радиации, смертельной для человека, сдерживаются магнитосферой Земли, а в самих поясах Ван Аллена уровень радиации наиболее высок. Однако пролёт через радиационные пояса не представляет опасности, если корабль имеет адекватную радиационную защиту. Во время пролёта радиационных поясов экипаж «Аполлонов» находился внутри командного модуля, стенки которого обладали достаточной толщиной (поверхностная плотность 7—8 г/см2, что соответствует толщине алюминиевой стенки 3 см) и обеспечивали необходимый уровень защиты. Кроме того, пролёт поясов происходил достаточно быстро, а траектория лежала вне области наиболее интенсивной радиации. Фактические измеренные дозы радиации, полученные астронавтами, составили от 0,18 до 1,14 рад при максимально допустимой дозе 50 рад (0,5 Гр).
Также выдвигается аргумент, что плёнки в фотоаппаратах неизбежно должны были оказаться засвеченными из-за радиации. Те же опасения высказывались перед полётом станции «Луна-3» — тем не менее советский аппарат передал нормальные фотографии. Съёмка Луны на фотоплёнку была успешно осуществлена также несколькими аппаратами серии «Зонд».
Внутри космических аппаратов «Зонд-5», «Зонд-6» и «Зонд-7», облетевших Луну и вернувшихся на Землю (1968—1969 гг.), находились биообъекты (черепахи, дрозофилы и т. д.) и тканеэквивалентные фантомы человека с дозиметрами. Измеренная интегральная доза в каждом из трёх полётов составила около 3,5 рад, что соответствовало предварительным расчётам. Анализ данных показал, что «радиационные условия на исследованной трассе Земля — Луна — Земля при спокойном состоянии солнечной активности не являются опасными для человека».
Директор Института медико-биологических проблем (ИМБП) РАН Олег Орлов считает, что: «полеты к Луне длительностью до двух месяцев принципиально укладываются в нормы радиационной безопасности, которые существуют для экипажей МКС».
Согласно результатам исследования 2016 года, опубликованном в журнале Scientific Reports, астронавты миссий «Аполлон» страдали от болезней сердечно-сосудистой системы, которые часто становились причиной преждевременной смерти. Эти проблемы со здоровьем, по мнению ученых, могли быть вызваны космической радиацией. Более того, те астронавты, которые отправлялись в дальние космические полёты, а не оставались на низкой околоземной орбите, на 43 % чаще сталкивались с развитием сердечно-сосудистых заболеваний.
Измеренная максимальная мощность дозы внутри пилотируемого космического аппарата «Джемини-11» (1966 год), достигавшего высоты апогея 1369 км, составила 0,2—0,3 рад/час.

### Радиация на поверхности Луны
Радиацию вокруг Луны и на ее поверхности измеряли также еще до пилотируемых полетов. Счетчик Гейгера внутри корпуса советского спускаемого аппарата «Луна-9» в 1966 году посчитал радиационный фон в размере 0,03 рад в сутки, а во время полета было примерно на треть больше. Эти показания очень близки к результатам Apollo.
Измерения происходили на протяжении 46 часов.
В январе-феврале 2019 года китайская автоматическая межпланетная станция Чанъэ-4 впервые измеряла уровень радиации на поверхности Луны на протяжении двух лунных дней (24 земных дня). Эквивалентная мощность дозы излучения составила около 1369 микрозиверт в сутки, что примерно в 1,9 раза превышает аналогичный показатель на борту Международной космической станции (731 микрозиверт в сутки) и приблизительно в 200 раз — на поверхности Земли.

### «Утеря технологий»
Сторонники «теории подделки» высадки человека на Луну задаются вопросом: если технологии 1960-х годов позволяли доставить астронавтов на Луну и вернуть их обратно на Землю, то почему в XXI веке, спустя 50 лет научно-технического прогресса, такие технологии отсутствуют («утеряны»)? Роберт Фрост, инженер НАСА, объясняет это высокой стоимостью сверхтяжелой ракеты «Сатурн-5», используемой для доставки астронавтов и пилотируемого модуля высадки на Луну, и экономической нецелесообразностью строительства новой подобной ракеты. Действительно, в связи с тем, что в строительстве ракеты «Сатурн-5» принимали участие до 20 000 крупных и мелких подрядчиков, занятых изготовлением различных деталей, многие чертежи, технологические карты уже утеряны вместе с закрытием фирм-изготовителей или смертью инженеров к настоящему времени.
Похожие объяснения выдвигал, будучи главой Роскосмоса, Дмитрий Рогозин, который в августе 2020 года на Байконуре в ходе официального интервью заявил: 

Но это [полёт на Луну] очень дорого и очень сложно. И как только уходит поколение инженеров, которые могли добиться такой цели, полностью исчезает такой шанс.
Он же в апреле 2021 года напомнил, что и Советский Союз отправлял на Луну космические аппараты, включая луноходы, ещё 45 лет назад, однако в настоящее время Россия всего лишь готовится к возобновлению лунных миссий: посадки на Луну в районе Южного полюса, её облёта, пилотируемых полётов на Луну. Дмитрий Рогозин «нашёл ответ на вопрос», почему не летают американцы, столкнувшись с российскими проблемами: прекращение программы полётов из-за их дороговизны приводит к утрате инженерной школы — «уходят люди, которые были создателями технологий».

## Мистификации об участии Стэнли Кубрика

Кинорежиссёр Стэнли Кубрик в 1975 году

Одна из наиболее стойких теорий «лунного заговора» утверждает, что видеозаписи высадок на Луну были сняты в павильоне киностудии под руководством кинорежиссёра Стэнли Кубрика. До этого Кубрик снял фильм «Космическая одиссея 2001 года» (1968) по сценарию, написанному им самим в соавторстве с писателем-фантастом Артуром Кларком. «Одиссея» крайне реалистично для своего времени показывала Луну и технику пилотируемых полетов на неё. Реальная биография режиссёра хорошо известна: в годы, соответствующие подготовке и реализации программы «Аполлон», он постоянно жил в Великобритании и там же снимал все свои фильмы; он не выезжал в США, так как испытывал страх перед авиационными перелётами. В 1980 году глава Общества плоской Земли Чарльз Джонсон утверждал, что «высадки были сняты в Голливуде» и указывал на Артура Кларка как человека, который будто бы написал сценарий съемок. Общество плоской Земли включило идею о «съемках в павильоне» в свою официальную доктрину.
В псевдодокументальном фильме «Тёмная сторона Луны» (англ. Dark Side of the Moon), вышедшем в 2002 году, было показано интервью с Кристианой Кубрик, вдовой режиссёра Стэнли Кубрика. В этом фильме она упоминает, что президент Никсон, будучи вдохновлённым фильмом Кубрика «Космическая одиссея 2001 года» (1968), призвал режиссёра и других голливудских специалистов к сотрудничеству в исправлении имиджа США в лунной программе. Фильм был, в частности, показан 16 ноября 2003 года телеканалом CBS Newsworld. Некоторые крупные российские новостные агентства представили этот показ как подлинное исследование, доказывающее реальность лунного заговора, а интервью Кристианы Кубрик рассматривалось сторонниками теории как подтверждение того, что высадку американцев на Луну снимал в Голливуде Стэнли Кубрик. Однако уже во время прокрутки титров в конце фильма показывается, что интервью в фильме — поддельные и составлены из вырванных из контекста фраз либо разыграны актёрами. Впоследствии автор фильма также подтвердил, что фильм был хорошо поставленным розыгрышем.
В декабре 2015 года на YouTube был выложен отрывок из ещё одного псевдодокументального фильма Патрика Мюррея «Съемки Стэнли Кубрика» (англ. Shooting Stanley Kubrick) — якобы интервью с Кубриком, взятое в 1999 году незадолго до смерти режиссёра. «Кубрик» на видео признавался, что высадка «Аполлона» на Луну была подделана. Внешность человека в ролике не совпадала с сохранившимися изображениями пожилого Кубрика; Кристиана Кубрик сообщила журналистам, что человек на видео — не её покойный муж, и Кубрик не давал Мюррею никакого интервью. В ролике было указано, что интервью было записано в мае 1999 года, что невозможно — Кубрик умер в марте. Патрик Мюррей в тот же день выложил и расширенное видео, где человек за кадром инструктирует актёра-«Кубрика», что говорить, и называет его «Том»; через несколько дней оба видео были удалены, а ещё позже — выложены в рубрике «Юмор». В январе 2016 года, спустя несколько недель после ролика Мюррея, в прокат в США вышел французский комедийный фильм «Лунная афера» Антуана Бардо-Жаке, в котором ЦРУ пытается нанять Кубрика для съемок высадки на Луну — неизвестно, был ли ролик Мюррея вирусной рекламой фильма, или его появление совпало с премьерой случайно.

## Роль СССР

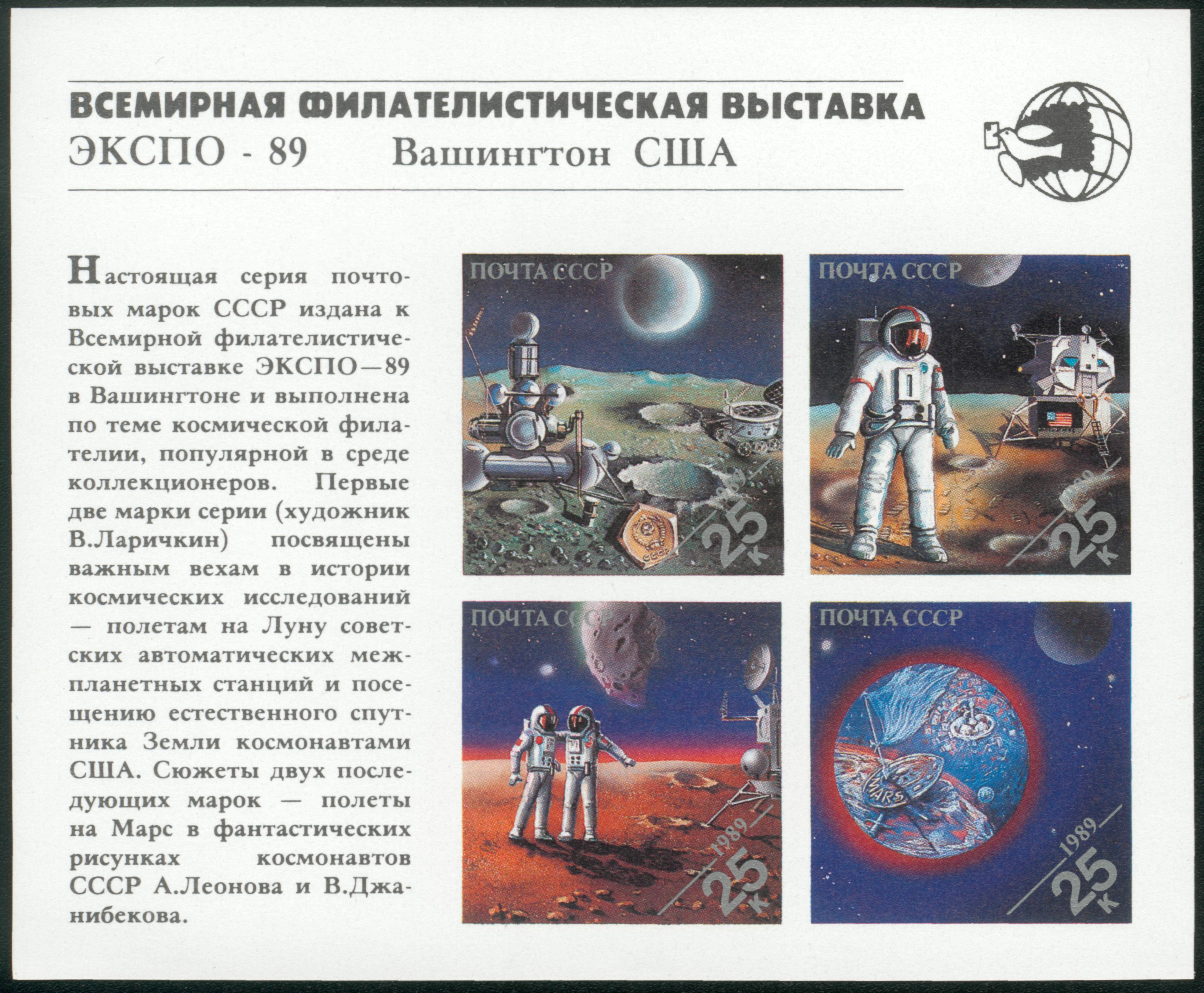
Иллюстрация высадки американцев на Луне на совместном американо-советском почтовом блоке (1989)

Одним из аспектов теории «лунного заговора» являются также попытки объяснить признание Советским Союзом американской высадки на Луне. Сторонники теории «лунного заговора» считают, что у СССР не было убедительных доказательств фальсификаций НАСА, кроме неполных данных агентурной разведки (или что доказательства появились не сразу). Предполагается возможность сговора между СССР и США по сокрытию предполагаемой аферы. Называются следующие версии причин, которые могли побудить СССР вступить в «лунный сговор» с США и остановить свои лунно-облётную и лунно-посадочную пилотируемые лунные программы на последних шагах реализации:
1. СССР не сразу распознал аферу.
2. Руководство СССР усмотрело в своём отказе от разоблачения американской аферы получение сильного козыря (компромата) для перманентного политического давления на США.
3. Немедленное разоблачение могло спровоцировать США развернуть свою программу на достижение реальной высадки астронавтов на Луну по двухпусковой схеме. «Сатурн-5», хотя и с меньшей ПН, чем заявлялось, но уже летал на орбиту Луны с астронавтами, в то время как СССР ещё даже не довёл ракету Н-1 до безаварийных пусков, поэтому руководство страны предпочло потребовать сворачивания всех программ по «Сатурн-5» в обмен на закрытие своих разработок по Н-1 к 1974 году[18].
4. СССР в обмен на молчание мог получать экономические уступки и привилегии, такие как поставки пшеницы по низким ценам, помощь в строительстве производственных предприятий на территории СССР и выход на западноевропейский нефтегазовый рынок. В числе предположений — личные подарки советскому руководству[62].
5. Наиболее радикальные конспирологи склонны утверждать, что сам СССР также был всего лишь проектом американцев, призванным вызвать страх у простых людей перед внешним врагом[63].

Противники высказывают сомнения по всем пунктам:
1. СССР вёл пристальное наблюдение за лунной программой США как по данным открытых источников, так и через широкую сеть агентуры. Поскольку фальсификация потребовала бы участия тысяч человек, среди них с очень высокой вероятностью был бы агент советских спецслужб. Кроме того, за лунной миссией велось непрерывное радиотехническое и оптическое наблюдение из различных точек СССР, с кораблей в Мировом океане и, возможно, с самолётов, а получаемая информация немедленно подвергалась проверке специалистами. В таких условиях не заметить аномалий распространения радиосигналов почти невозможно. Кроме того, миссий было шесть. Поэтому, даже если бы обман не был обнаружен сразу, его легко бы выявили позже.
2. Такое, наверное, было бы возможно в 1980-х годах, но не в условиях «Лунной гонки» и холодной войны. В СССР и в социалистическом мире в те годы была эйфория от успехов советской космонавтики, которые подкрепляли основополагающий для СССР и всех марксистских движений тезис о «превосходстве социалистической системы над капиталистической». Для СССР поражение в «Лунной гонке» имело существенные отрицательные идеологические последствия как внутри страны, так и в социалистическом мире, а вот доказательство неудачи США и фальсификации было бы очень сильным козырем в пропаганде идей марксизма, что позволило бы дать новое дыхание коммунистическим движениям на Западе, которые к тому моменту начали терять популярность. На этом фоне возможные выгоды от «сговора» с США для СССР выглядели бы не очень заманчиво. Не следует забывать, что конец 1960-х — начало 1970-х годов в США ознаменовались ожесточённой внутриполитической борьбой и, если бы фальсификация была, её могли бы разоблачить и сами американские политики в ходе борьбы. В этом случае СССР не получил бы от своего молчания ничего.
3. Если СССР пошёл на такой шаг, то почему это не стало известно после развала СССР?
4. Здесь действует принцип «бритвы Оккама». Причины выхода СССР на западноевропейский нефтегазовый рынок хорошо исследованы, и для их объяснения не нужно привлекать возможный сговор США и СССР. Цена на поставку пшеницы в СССР была хоть и несколько ниже биржевых, но это связано с огромными объёмами поставок, самовывозом продукции советским торговым флотом и выгодной для запада системой оплаты. Версия насчёт личных подарков и вовсе сомнительна, так как в столь жизненно важном для сверхдержав вопросе эти подарки, очевидно, должны были быть очень ценными. Здесь даже трудно предположить их содержание. Кроме того, после распада СССР сведения о них наверняка бы стали общедоступными.

### «Советский лунный заговор»
Согласно одной из версий, СССР мог не поднимать эту тему, так как имел свои засекреченные неудачи, которые в ответ могли официально предъявить миру США. Среди них — якобы догагаринские и более поздние неудачные полёты, включая облёт Луны космическим кораблём «Зонд-4» (по версии сторонников теории заговора — пилотируемым, в ходе которого якобы погиб Гагарин).

## Сторонники теории в мире

### В разных странах
Согласно опросам Института Гэллапа, в 1996 году 6 % американцев полагали, что высадка на Луну была фальсификацией. Эта же цифра фигурирует в социальном опросе 2019 года компании Ipsos. Согласно опросу Opinium Research, в 2009 году 16 % жителей Великобритании были сторонниками теории лунного заговора.
Билл Кейсинг (англ. William Charles Kaysing) — американский писатель, получивший известность благодаря книге «Мы никогда не были на Луне» (англ. We never went to the moon) в которой он утверждает, что шесть посадок космической программы «Аполлон» на Луну в период с 1969 по 1972 год носили характер мистификации. В 1996 году в интервью канадскому журналисту Nardwuar Билл Кейсинг отрицал космический полёт Юрия Гагарина. В 2001 году Кейсинг выступал как гость Conspiracy
Theory: Did We Land on the Moon?,
Дэвид Перси (англ. David Percy) — ТВ-продюсер, эксперт в аудиовизуальных технологиях и член Королевского фотографического общества. Он является соавтором книги вместе с Мэри Беннетт (англ. Mary Bennett) «Тёмная Луна: Аполлон и осведомители» и сопродюсером документального фильма «Что случилось на Луне?» Он является основным сторонником гипотезы существования «осведомителей-саботажников», утверждая, что ошибки на лунных фотографиях NASA настолько очевидны, что они являются свидетельством того, что инсайдеры пытаются сообщить о заговоре, сознательно добавляя ошибки, указывающие на фальсификацию.
Барт Сибрел — кинорежиссёр, продюсер и режиссёр четырёх фильмов собственной кинокомпании AFTH, в том числе фильма 2001 года «Нечто странное случилось по пути на Луну», в котором изучаются доказательства фальсификации. Главное предположение фильма — основным препятствием для полётов на Луну являются радиационные пояса Земли. Широкую огласку получил его конфликт с Баззом Олдрином после того, как Сибрел встретил его в фойе отеля в Беверли-Хиллз, где Базз давал интервью японской телекомпании, и обвинил бывшего астронавта в том, что тот «трус, лжец и вор» (это была не первая встреча Сибрела с Олдрином — за год до этого конфликта Сибрел уже встречался с Олдрином: он пришёл к Олдрину в офис, чтобы взять интервью, и показал ему видеозапись, где, по утверждению Сибрела, записан процесс фальсификации съёмки Земли из иллюминатора «Аполлона» на пути к Луне. Сибрел записал свою встречу с Олдрином, включая просмотр этой видеозаписи. Олдрин пригрозил Сибрелу судебным преследованием, если Сибрел опубликует запись этого интервью. При встрече в фойе отеля в Беверли-Хиллз Сибрел сообщил Олдрину, что собирается опубликовать скандальную видеозапись. Видеозапись якобы сфальсифицированной съёмки Земли содержится в фильме Сибрела «A Funny Thing Happened on the Way to the Moon».)
Ральф Рене — изобретатель и инженер-самоучка. Написал и издал на собственные средства книгу «Как NASA показало Америке Луну» (NASA Mooned America, второе издание OCLC 36317224). По мнению автора, основное препятствие на пути к Луне — радиационные пояса Земли и солнечная радиация.
Джеймс М. Колльер (англ. James M. Collier) — американский журналист и писатель, продюсер видеофильма «Была ли это только бумажная Луна?», в котором подверг сомнению возможность астронавтов разместиться и беспрепятственно выйти из лунного модуля. Также по заданию редакции исследовал достоверность книги Ральфа Рене «Как NASA показало Америке Луну».
Джек Уайт (англ. Jack White) — американский историк фотографии. Исследовал фотографии «Аполлонов» с поверхности Луны и заявил, что обнаружил в них многочисленные свидетельства фальсификации.

### В России
Активным сторонником теории лунного заговора выступает российский публицист Юрий Мухин. В своей книге «АнтиАполлон. Лунная афера США» Мухин утверждает, что средства, выделенные американскими налогоплательщиками для полётов на Луну, были разворованы, а сцены «высадки на Луну» были сняты на Земле режиссёром Стэнли Кубриком. По мнению автора, в заговоре также участвовал ЦК КПСС и некоторые из представителей научного сообщества СССР.
Физик А. И. Попов, поддерживающий взгляды Мухина в книге «Американцы на Луне: великий прорыв или космическая афера?» А. И. Попов отрицает не только полёты «Аполлонов», но и кораблей «Меркурий» и «Джемини», утверждая, что первый рейс на орбиту американцы совершили только 12 апреля 1981 года — на челноке «Колумбия».
Российский государственный деятель и публицист Алексей Пушков в 2017 году в серии своих авторских новостных передач «Постскриптум» опубликовал доводы в пользу версии, что американцы не были на Луне, что высадка человека на Луне — не более чем павильонное шоу. С возражениями Пушкову выступили академик РАН Эрик Галимов и главный научный сотрудник ГЕОХИ РАН Александр Базилевский. Пушков позднее поддержал версию о том, что научные работы по исследованию лунного грунта были якобы сфальсифицированы.

## Общественное мнение в России
По данным ФОМ и ВЦИОМ, доля россиян, считавших, что американцы не были на Луне, составляла 28 % в 2000 году, 40 % в 2011, 57 % в 2018 и 49 % в 2020 году. В 2018 году «Ведомости» называли «лунный заговор» шестой по частоте упоминания в российских СМИ теорией заговора.
Владимир Путин назвал «полной чушью» версию о том, что США сфальсифицировали высадку на Луну.
Генеральный директор «Роскосмоса» и бывший заместитель председателя правительства Российской Федерации Дмитрий Рогозин в ноябре 2018 года заявил, что российские космонавты во время планирующейся экспедиции на Луну проверят пребывание американцев на спутнике Земли, после чего на следующий день официальный представитель заявил, что это была шутка. 20 июля 2019 года Дмитрий Рогозин поздравил НАСА с юбилеем высадки на Луну. Впоследствии, в августе 2020 года, он заявил: «Я думаю, что они <американцы> там были, естественно». Эту же позицию он подтвердил в апреле 2021 года. После ухода в отставку Рогозин резко изменил мнение и в 2023 году заявлял, что за много лет не смог найти доказательств высадки американцев на Луне.
По мнению историка космонавтики Антона Первушина в Российской Федерации теория лунного заговора наложилась на патриотические соображения: дескать, если мы опровергнем реальность программы «Аполлон», докажем, что вся она является большим обманом, мы утвердим достижения советской космонавтики.
В ноябре 2024 года российский космонавт Сергей Прокопьев заявил, что некоторые кадры программы «Аполлон» сняты не на Луне, а в земном павильоне.

## Отношение специалистов к теории «лунного заговора»

Анимированное сравнение двух фотографий, показывающее, что флаг не двигается

Специалисты считают теорию «лунного заговора» несерьёзной. Например, лётчик-космонавт Алексей Леонов неоднократно отрицал в интервью газетам и на телевидении существование «лунного заговора». В то же время Леонов утверждал, что некоторые съёмки высадок были сделаны в павильоне («чтобы зритель смог видеть на киноэкране развитие происходящего от начала до конца, в любом [научно-популярном] кино применяются элементы досъёмки»).
Советский конструктор космической техники Борис Черток, один из самых информированных людей о событиях «лунной гонки» в СССР, в своих воспоминаниях уже после распада СССР категорически отверг саму возможность фальсификации: «В США через три года после высадки астронавтов на Луну вышла книжонка, в которой утверждалось, что никакого полёта к Луне не было… Автор и издатель хорошо заработали на заведомой лжи».
Лётчик-космонавт Георгий Гречко также неоднократно выражал уверенность в реальности лунных экспедиций («мы это знаем совершенно точно»), называя слух о существовании «лунного заговора» «нелепым». При этом Гречко допускал, что могли «подпечатать на Земле пару снимков», приводя аналогичный пример из истории советской космонавтики. Против возможности заговора высказывались и другие космонавты.
Космонавт и конструктор космических кораблей Константин Феоктистов высказался в своей книге «Траектория жизни. Между вчера и завтра» о невозможности имитации полётов: «Когда Армстронг, Олдрин и Коллинз летели на Луну, наши приёмные радиосредства принимали сигналы с борта „Аполлона-11“, разговоры, телевизионную картинку о выходе на поверхность Луны. Устроить такую мистификацию, наверное, не менее сложно, чем настоящую экспедицию. Для этого надо было бы заранее высадить на поверхность Луны телевизионный ретранслятор и проверить его работу (с передачей на Землю) опять же заранее. А в дни имитации экспедиции нужно было отправить на Луну радиоретранслятор для имитации радиосвязи „Аполлона“ с Землёй на траектории полёта к Луне. Да и масштабы работ по „Аполлону“ они не скрывали. А то, что они мне показывали в Хьюстоне в 1969 году (Центр управления, стенды, лаборатории), заводы в Лос-Анджелесе по изготовлению кораблей „Аполлон“ и вернувшиеся на Землю спускаемые аппараты, по этой логике должно было быть имитацией?! Слишком сложно и слишком смешно».
Лётчик-космонавт Александр Лазуткин в интервью радиостанции «Эхо Москвы» заявил: «А что касается вопроса „были ли американцы на Луне“ скажу следующее: — „Для меня этот вопрос не существует. Американцы были на Луне“. То, что происходит в нашем обществе или американском по этому вопросу, это вопрос прежде всего социальный. Видно, что многим эта тема интересна, и на этом играют средства массовой информации. Конечно, не могу не согласиться, что это ещё и результат снижения образованности нашего общества».
Директор Института геохимии и аналитической химии РАН Юрий Костицын считает, что инсценировать высадку американцев на Луну было бы сложнее и дороже, нежели её совершить, а держать обман в секрете было бы невозможно, так как в этой программе участвовало не только НАСА, но и множество независимых фирм: «Могу абсолютно точно сказать, что американцы на Луне с 1969 по 1972 годы были шесть раз. Однако до сих пор в мире появляются спекуляции на эту тему и преимущественно исходят от людей, которые никакого отношения к космосу не имеют. Вы ни от одного космонавта не услышите о том, что американцы на Луну не высаживались. За разработкой и воплощением программы США „Аполлон“ по пилотируемой высадке на Луну, запущенной в 1961 году, следили во всем мире, в том числе и в СССР... Подделать лунный грунт невозможно. Американцы <...> привезли на Землю около 380 килограмм грунта, преимущественно базальта. Он был исследован в лабораториях учёными из разных стран — Германии, Франции, СССР».
Заведующий лабораторией геохимии Луны и планет Института геохимии и аналитической химии РАН Евгений Слюта в интервью РИА «Новости» сказал: «Ставить под сомнение американские пилотируемые миссии на Луну — это невежество, признак недостаточного образования. Кому-то теория лунного заговора просто коммерчески выгодна, он на ней деньги зарабатывает. Среди учёных вопрос были или не были — просто не стоит».
Директор Сибирского центра синхротронного и терагерцового излучения в Новосибирске Геннадий Кулипанов, рассказывая об использовании СИ в сравнении лунного грунта, доставленного на землю советскими автоматическими станциями и астронавтами США в 1970-е годы, заявил: «Анализ показал почти полную идентичность состава тех и других образцов, и это отвергает сегодняшние инсинуации о том, что американцы не высаживались на Луне».
Другие руководители российской космической отрасли, а также конструкторы космической техники, также отрицали возможность заговора.
Организатор и руководитель подготовки первых советских космонавтов Николай Каманин записал в своем дневнике 31 декабря 1969 года: "Это был год выдающихся достижений человечества в освоении космического пространства. В истории мировой космонавтики он займет такое же почетное место, какое занял 1961 год, а имя Нейла Армстронга, впервые ступившего на лунную поверхность 21 июля 1969 года, по праву станет вторым после имени Юрия Гагарина. .. Но мне, русскому человеку и руководителю советских космонавтов, очень обидно за наших парней, хотя в том, что не они были первыми на Луне, нет ни их, ни моей вины".
Китайское национальное космическое управление считает, что: 

<…>Соединенные Штаты завершили в общей сложности шесть пилотируемых полётов на Луну и отправили на Луну 12 астронавтов, доставив около 382 кг лунных образцов и получив большое количество научных данных.Оригинальный текст (кит.)美国东部时间1969年7月20日22时56分，航天员阿姆斯特朗爬下“阿波罗11号”的舷梯，在月球表面踩下了深深的印记。此后三年，美国共完成6次载人登月，将12名航天员送上月球，带回约382公斤月球样品，获取了大量科学数据。

### Позиция НАСА
НАСА в 2002 году дала грант на 15 000 $ журналисту и историку Джеймсу Обергу с целью написать материал, представляющий ответы на теорию лунного заговора, однако отменила это решение после выхода выпуска новостей World News Tonight на ABC, поскольку в том выпуске заявили, что подобные действия не входят в обязанности и не попадают под ответственность НАСА. Оберг, тем не менее, заявил, что если сможет найти спонсоров, то продолжит работу над книгой. По мнению Оберга, в странах, где силён антиамериканизм, чаще всего подвергают критике утверждение о высадке американцев на Луну, и отметил в качестве примера Кубу. Также он считает, что недоверие к НАСА по вопросу высадки на Луну растёт не только из-за новой волны сторонников теорий заговора, но и из-за недостаточной квалификации преподавателей учебных заведений в области истории космонавтики. Однако, по состоянию на 2022 год кубинская энциклопедия подробно описывает программу «Аполлон».

## Фотографии мест посадки, сделанные космическими аппаратами

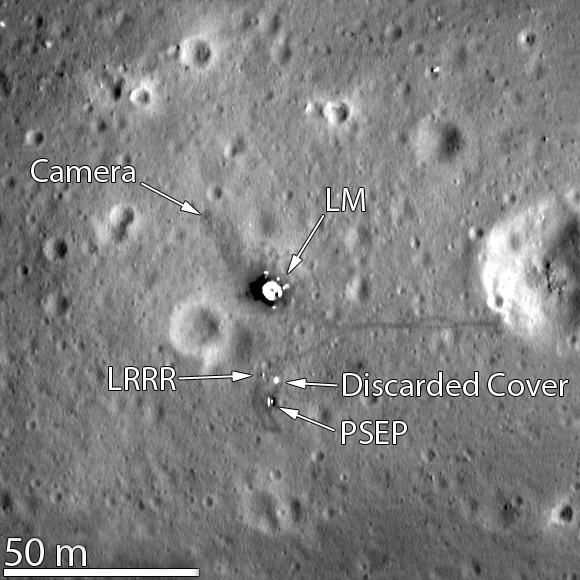
Место посадки экспедиции «Аполлон-11». Остатки исторических первых шагов Армстронга и Олдрина на поверхности видны как тёмные тропы вокруг Лунного модуля

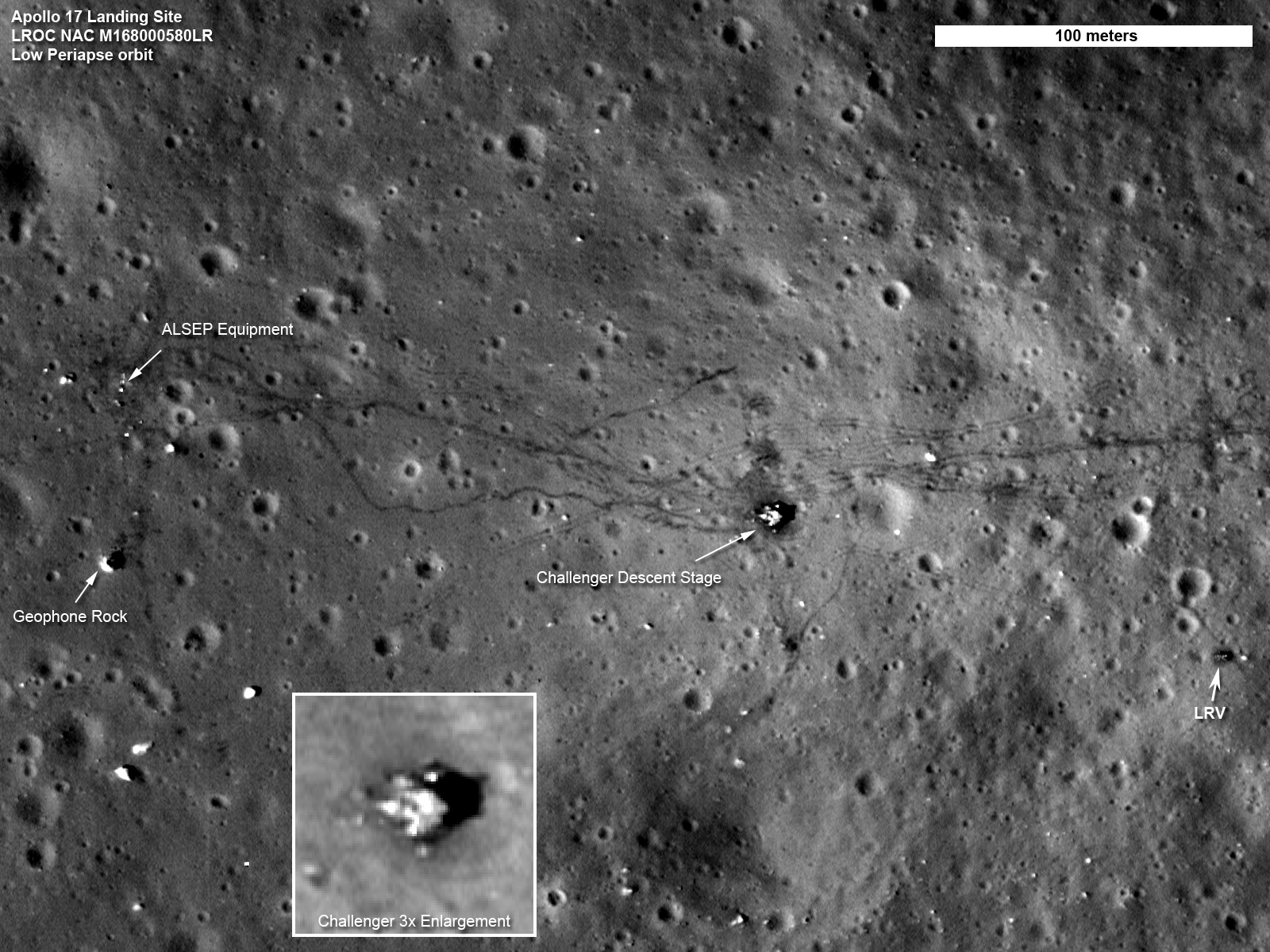
Место посадки экспедиции «Аполлон-17». На снимках видны: спускаемый аппарат, исследовательское оборудование ALSEP, следы колёс автомобиля и цепочки следов астронавтов.
Снимок КА LRO, 4 сентября 2011 года

В 2009 году, к сорокалетию полёта «Аполлона-11» автоматическая межпланетная станция LRO выполнила специальное задание — провела съёмку районов посадок лунных модулей земных экспедиций. В период с 11 по 15 июля LRO произвела съёмку и передала на Землю первые в истории детальные снимки самих лунных модулей, посадочных площадок, элементов оборудования, оставленных экспедициями на поверхности, следы тележки и ровера.
За это время были отсняты 5 из 6 мест посадок: экспедиции «Аполлон-11, -14, -15, -16, -17».
Позднее зонд LRO выполнил ещё более подробные снимки поверхности, где можно чётко дешифрировать не только посадочные модули и аппаратуру со следами лунного автомобиля, но и цепочки следов самих астронавтов.

17 июля 2009 были опубликованы снимки высокого разрешения мест посадки «Аполлонов», сделанные LRO. На данных снимках видны лунные модули, оставленные землянами при их перемещениях по Луне.

…в 2011 и 2012 годах, LRO сделал снимки с низкой орбиты для «Аполлона-11» (), «Аполлона-12» (), «Аполлона-14» (), «Аполлона-15» (), «Аполлона-16» () и «Аполлона-17» (). На новых снимках отлично видны посадочные модули, оборудование, оставленное на поверхности, и даже «тропинки», протоптанные астронавтами и проложенные роверами— Первушин А. И.
11 августа 2009 в районе места посадки «Аполлона-14» зондом LRO сделаны снимки поверхности Луны при положении Солнца на 24 градуса выше горизонта, что более ясно показало изменения почвы от операций астронавтов после прилунения.
3 сентября 2009 опубликован снимок места посадки «Аполлона-12», сделанный зондом LRO; на снимке различимы инструменты и следы астронавтов, а также автоматический аппарат Сервейер 3.
По сообщению японского космического агентства JAXA, японский аппарат «Кагуя» также обнаружил возможные следы пребывания спускаемого аппарата «Аполлона-15».
Ведущий сотрудник Индийской организации космических исследований (ISRO) Пракаш Чаухан сообщил, что индийский аппарат «Чандраян-1» получил изображения американской посадочной ступени Аполлона-15 и следов, оставленных колёсами лунного автомобиля, использовавшегося астронавтами для перемещения по Луне. По его мнению, даже предварительный анализ снимков даёт основания для того, чтобы развеять все высказывавшиеся версии о том, что экспедиция якобы была инсценирована. 

Директор индийского Центра прикладной космонавтики (Space Application Centre) обнародовал снимок, который в апреле 2021 года передала автоматическая межпланетная станция Чандраян-2. На нём отчетливо видна посадочная ступень миссии Аполлон-11. Позднее, в феврале 2022 года, были опубликованы снимки места посадки «Аполлон-12».
Руководитель китайской программы по исследованию Луны Ян Юн заявил, что зонд «Чанъэ-2» зафиксировал на снимках объекты миссий «Аполлон».

## Образцы лунного грунта

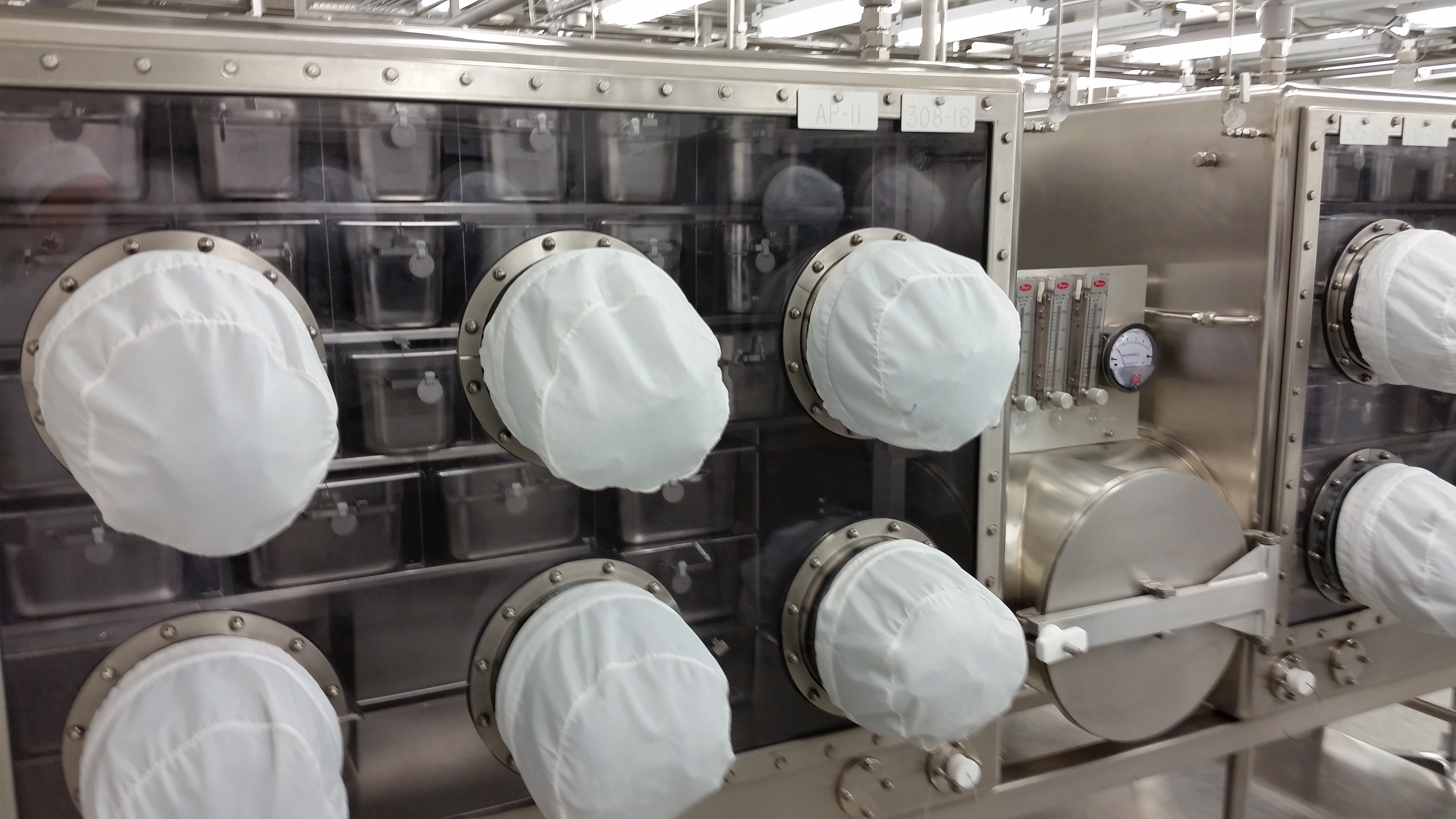
Шкафы с образцами лунного грунта, доставленного экспедицией «Аполлон-11»

Шесть миссий «Аполлонов» доставили в общей сложности 382 кг лунного грунта, тогда как 3 советские автоматические миссии «Луна» в общей сложности привезли 300 грамм лунного грунта, китайская автоматическая миссия «Чанъэ-5» в 2020 году привезла 1,7 кг грунта. Лаборатория проб лунного грунта находится на площадке Космического центра имени Линдона Джонсона вблизи Хьюстона.
Каждый год около 100 человек посещают хранилище для целей образования и исследований. Сотни учёных по всему миру каждый год получают образцы лунного грунта для исследования. К марту 2011 года в несколько сотен лабораторий было передано для исследований 10293 американских лунных образца, в том числе 8827 — американским ученым.
С 1969 года проводятся международные конференции по лунному грунту. Первая называлась «Apollo Conference», потом, когда появились образцы «Луны-16», конференции стали называть «Lunar Science Conference», а с 1978 они называются «Lunar and Planetary Science Conference». Сводка ссылок на работы по лунному грунту содержит более 3700 научных работ. Исследования лунного грунта, доставленного «Аполлонами», продолжается до настоящего времени, в том числе в России.
В 2019 году коллективом исследователей из Франции, Ватикана и США выполнено исследование магнитных свойств партии лунных камней суммарной массой 84 килограмма и средним весом образца 500 граммов.

Важно отметить, что доставленные «Аполлонами» образцы лунного вещества (особенно лунный грунт) и образцы, доставленные нашими космическими аппаратами «Луна-16, -20 и -24», представляют собою вещество одного типа. Образцы очень похожи друг на друга […] и резко отличаются от земных веществ.— Базилевский А. Т.
Измеренный геологический возраст самых древних лунных пород (брекчия 67215) составляет 4,46 ± 0,04 миллиардов лет, что на 86 миллионов лет старше самого древнего земного образца циркона возрастом 4,374 ± 0,006 миллиардов лет.

### Раздача лунного грунта в 1969 и 1970 годах
Часть образцов лунных пород, доставленных на Землю миссиями «Аполлон-11» и «Аполлон-12», были розданы для исследования в научные организации США, Европы, Азии, Австралии. Так, в 1969 году, было распределено 18 фунтов (8,1 кг) образцов. В начале 1970 года было распределено около 13 кг образцов, причём за пределы США было направлено около 800 граммов. В частности, образцы реголита 10084,141 и 12070,83 и камня 12063,73 миссий «Аполлон-11» и «Аполлон-12» были исследованы в социалистической Чехословакии. Результаты исследования были направлены в печать в марте 1971 года.
Около 100 граммов лунного реголита и камней, доставленных экспедицией «Аполлон-11», хранятся в Лаборатории физических исследований Ахмадабада, Индия, причём индийские ученые исследовали и грунт, доставленный по программе «Луна».

### Приоритет в обнаружении неизвестных минералов
В образцах лунной породы из Моря Спокойствия, доставленных в рамках миссии Аполлон-11, были обнаружены не имеющие на тот момент земных аналогов минералы: армолколит, пироксферроит и транквиллитит.

### Приоритет в обнаружении  фазы неокисляемого железа
Впервые о неокисляемой тонкодисперсной фазе лунного железа заявили американские авторы  в статье «Мёссбауэровская спектроскопия образцов Луны» (Mössbauer Spectroscopy of Moon Samples), опубликованной в журнале Science (Vol. 167, 30 January 1970) задолго до того, как «Луна-16» привезла первые образцы советского грунта. Ссылка на это исследование есть в статье академика Виноградова  из сборника «Лунный грунт из Моря Изобилия» (1974) и в более поздней статье   A. В. Иванова, В. В. Жукова, И. Н. Марова, B. С. Урусова.

### Приоритет в открытии класса KREEP лунных пород
KREEP — класс лунных пород, состоящих из калия — K, редкоземельных элементов (англ. rare-earth element) — REE и фосфора — P, которые встречаются в некоторых брекчиях и базальтах на поверхности Луны. Важной особенностью KREEP-пород является повышенная концентрация так называемых «несовместимых» элементов (которые накапливаются в жидкой фазе во время кристаллизации магмы) и элементов, выделяющих тепло, в частности, радиоактивного урана, тория и радиоактивного изотопа калия — калия-40. Термин был введён в научный оборот американскими исследователями.

## Отслеживание полётов вне США
Генерал-полковник авиации Николай Каманин в своих дневниках неоднократно упоминает об информации, поступавшей от Главного разведывательного управления о ходе выполнения программы пилотируемых полётов США в 1960-е годы.
Для объективного контроля за программой «Аполлон» секретарь ЦК КПСС Дмитрий Устинов в конце 1967 года дал указание главному конструктору НИИ-885 М. С. Рязанскому разработать радиотехнический комплекс для приёма сигналов космических кораблей США, совершающих облёт Луны и посадку на её поверхность. Такой комплекс был создан в рамках темы «Поиск» к ноябрю 1968 года на основе радиотелескопа ТНА-400 в Крыму. Данные для наведения рассчитывались советскими баллистиками, причём задача облегчалась тем, что угловая ширина диаграммы направленности антенны покрывала практически половину диска Луны. Слежение велось за экспедициями «Аполлон-8», «Аполлон-10», «Аполлон-11» и «Аполлон-12» с декабря 1968 года по ноябрь 1969 года. Телефонные переговоры и телеметрия принимались с хорошим качеством, телевизионный сигнал имел низкое качество. Контрольный комплекс мог принимать сигналы только в своей зоне видимости, которая примерно совпадала с зоной мадридской станции слежения.
Директор Бохумской радиообсерватории Хайнц Камински (Германия) подтвердил приём радиосигналов «Аполлона-11» при спуске на поверхность Луны и приём телевизионного сигнала миссии «Аполлон-16».
Профессор Гульельмо Ригини, директор Астрофизической обсерватории Арчетри во Флоренции, Италия, сообщил газете итальянской компартии «Унита», что 10-метровый радиотелескоп обсерватории принимал радиопереговоры астронавтов миссии «Аполлон-11».
Свен Гран, инженер Шведской космической корпорации, подробно описал сеансы приёма сигналов телеметрии и радиообмена миссии «Аполлон-17» с помощью радиолюбительской аппаратуры.
Многочисленные сообщения о наблюдениях миссии «Аполлон-8» оптическими средствами содержатся в мартовском выпуске за 1969 год журнала «Sky & Telescope». Факел от работы двигателя (космическая медуза) третьей ступени ракеты-носителя «Сатурн-5» миссии «Аполлон-8» визуально наблюдали на Гавайских островах в предрассветные часы.
Вход в атмосферу командного модуля «Аполлон-8» 27 декабря 1968 года наблюдали экипаж и пассажиры двух авиарейсов: рейса 812 Фиджи—Гонолулу   и рейса Гонолулу—Сидней .
Работа двигателя последней ступени ракеты-носителя миссии Аполлон-10 в момент перевода на траекторию полёта к Луне визуально наблюдалась в предрассветные часы в северо-австралийском городе Клонкарри.
Вход в атмосферу командного модуля «Аполлон-11» наблюдали пассажиры и экипаж самолёта Boeing 707, выполнявшего рейс из Брисбена на Гавайские острова, австралийской авиакомпании Qantas.
Журнал «Sky & Telescope» в февральском выпуске за 1970 год сообщал о визуальных и фотографических наблюдениях корабля «Аполлон-12», в которых участвовали около 300 астрономов-любителей и профессионалов в 20 странах мира (в том числе Франции, Нидерландах, Бельгии, ФРГ и т. д.); корабль наблюдался в точках, совпадающих с его расчётными локальными эфемеридами на участках полёта к Луне и обратно.
Крымская астрофизическая обсерватория вела наблюдения миссии «Аполлон-12» с помощью 40-сантиметрового астрографа.
Третья ступень Сатурна-5 экспедиции Аполлон-12 была обнаружена канадским астрономом-любителем в 2002 году как объект J002E3. Изначально предполагалось, что ступень будет выведена на гелиоцентрическую орбиту, однако из-за нештатного пуска двигателей S-IVB прошла вблизи Луны 18 ноября 1969 года и осталась на квазистабильной геоцентрической орбите.
Вход в атмосферу командного модуля «Аполлон-13» наблюдали пассажиры и экипаж самолёта DC8, выполнявшего рейс из Фиджи в Окленд, новозеландской авиакомпании Air New Zealand. Экипаж советского корабля измерительного комплекса «Чумикан» всеми доступными средствами контролировал приводнение и подъём астронавтов на борт универсального десантного корабля «Иводзима».
Приводнение командного отсека миссии «Аполлон-15» в августе 1971 года наблюдал экипаж советского буксира, сопровождавшего вертолётоносец «Окинава».
Селенографические координаты мест посадки миссий «Аполлон-12, −14, −15, −16 и 17» были подтверждены советскими радиоастрономами в 1977 году при наблюдении с помощью радиотелескопа РАТАН-600 работы передатчиков комплектов аппаратуры ALSEP, установленных на Луне.
В совместной работе немецких специалистов и российской учёной-картографом методом фотограмметрии обнаружено совпадение массивов лунных панорам миссии «Аполлон-17» 1972 года с данными аппарата LRO. Аналогичную работу для миссии «Аполлон-12» проделал эстонский исследователь Пустынский В.
Пролёты орбитальной станции «Скайлэб», выведенной на орбиту ракетой-носителем «Сатурн-5» можно было наблюдать невооруженным глазом на фоне вечернего или утреннего неба. Графики наблюдения публиковались в средствах массовой информации.
В 1974 году на советской станции «Салют-3» Павлом Поповичем по целеуказаниям с Земли был проведён эксперимент по оптическому обнаружению «Скайлэб» с помощью бортового прибора «Сокол».  Этот результат послужил основой для диссертационной работы Павла Поповича.
Стыковка кораблей  «Союз-19» и «Аполлон (ЭПАС)» контролировалась станцией дальнего радиолокационного наблюдения «Дунай-3».

## Приоритет в наблюдении фосфенов
Астронавты Эдвин Олдрин и Нил Армстронг впервые в истории пилотируемой космонавтики сообщили об увиденных ими световых вспышках, возникавших без воздействия света на глаз. НАСА организовало серию специальных исследований и пришло к заключению, что основной причиной вспышек следует с большой вероятностью считать высокоэнергетичные заряженные частицы космических лучей.

## Наблюдение мест посадок земными телескопами
Сторонники теории заговора (включая Билла Кейсинга) неоднократно предлагали направить на Луну мощный телескоп для наблюдения артефактов, оставленных лунными экспедициями НАСА. Однако разрешающая способность наземных телескопов до недавнего времени не позволяла обнаружить артефакты такого размера. В 2002 году в Европейской южной обсерватории предполагали использовать VLT для обнаружения лунных модулей «Аполлонов», но нет никакой информации о том, проводились ли такие эксперименты. Тем не менее, с помощью земных телескопов выполняются наблюдения лазерных лучей, отражённых от ретрорефлекторов, которые были установлены в местах посадки астронавтами трёх миссий «Аполлон» (11, 14 и 15) для лазерной локации Луны. С использованием этих отражателей в США, Франции, Италии и СССР были выполнены многочисленные измерения расстояний Земля — Луна, что позволило значительно уточнить теорию движения Луны и проверить с высокой точностью теорию относительности. Эти измерения продолжают выполняться; в частности, в январе 2018 года к ним подключился и Китай.